# Miroslav Könnemann
Miroslav Könnemann (ook geschreven als: Koennemann) (Praag, 1826 – Baden-Baden, 28 november 1890) was een Boheemse componist en dirigent. Hij is in Nederland vooral bekend met zijn vierdelig symfonisch gedicht De Fremersberg (Der Fremersberg).

## Levensloop
Könnemann studeerde aan het toenmalige Prager Staatskonservatorium (nu Státní konservatori hudby v Praze) in Praag. Na het behalen van zijn diploma's werd hij dirigent bij de hofkapel van vorst August zu Hohenlohe-Öhringen. Na jaren van aanstelling als dirigent bij verschillende vorstelijke en stedelijke orkesten werd hij kapelmeester van het Oostenrijkse Infanterie Regiment nr. 28, dat toen in Rastatt gestationeerd was. Gedurende zijn verblijf in Rastatt ontwikkelde zich het muziekleven zowel in Rastatt als in Baden-Baden. Hij was vanaf 1858 tegelijkertijd ook dirigent van het kuurorkest in Baden-Baden, dat toen nog Bénazetsches Orchester heette en bereikte met dit orkest een hoog peil. Deze functie bleef hij vervullen tot aan zijn dood.
Een positieve stimulatie kreeg het orkest doordat dat Baden-Baden zich in deze periode tot een voornaam kuurverblijf ontwikkelde; bekende componisten en solisten waren te gast in deze stad, zoals Anton Rubinstein, Henri Vieuxtemps, Henryk Wieniawski en Hans Joachim. Verder traden als gastdirigenten bij dit orkest op: Johannes Brahms, Franz Liszt, Hector Berlioz, Georges Bizet, Hans von Bülow en Felix Mottl.
Hij was lid in de vrijmetselaarsloge "Badenia zum Fortschritt" in Baden-Baden.

## Composities

### Werken voor orkest
- 1853: - Le Fremersberg, symfonisch gedicht - bewerkt door Anton Berlijn
- 1860: - L'echo des montagnes, wals
- 1877: - Große Fest-Ouverture, voor orkest - ter gelegenheid van het 25-jarig jubileum als groothertog van Frederik I van Baden
- - Artot-Marsch

### Werken voor harmonieorkest
- - De Fremersberg, voor harmonieorkest - bewerkt door Johannes Meinardus Coenen (1906); Jan Willem Singerling (1975) met gemengd koor ; De stafmuziek van het 7. Regiment Infanterie uit Amsterdam voerde het op 1 augustus 1878 uit in het Tolhuis over het IJ, onder leiding van kapelmeester Heinrich Wilhelm Sonnemann (1843-1887).[6]
- - König-Wilhelm-Marsch, voor harmonieorkest

### Vocale muziek

#### Werken voor koor
- 1881: - Hymne zur Feier der silbernen Hochzeit..., voor gemengd koor (of samenzang) en piano - gecomponeerd ter gelegenheid van de zilveren bruiloft van groothertog Frederik I van Baden en groothertogin Louise Marie Elisabeth van Pruisen in 1881

### Werken voor piano
- 1860: - L' echo des montagnes, wals
- 1865: - Adelaidenpolka
- 1865: - Charlotten-Polka-Mazurka
- 1865: - Le joyeux retour (Die fröhliche Heimkehr)
- 1865: - Le Postillon d'amour, polka
- 1865: - Lilli-Polka
- 1866: - Haidenröslein-Polka
- 1866: - Marche militaire
- 1868: - Crispino - Quadrille sur des motifs de l'opéra "Crispino de la Comare" des frères Ricci; op. 39
- 1887: - Elegie zum Gedächtnis ihrer Majestät der Kaiserin Augusta, op. 221
- - De Fremersberg - ook in een bewerking door Alexander A. Langeweg
- - En avant, galop
- - Galop in C majeur